# Verre églomisé
La technique du verre églomisé remonte à l'Antiquité. Elle consiste à fixer une mince feuille d'or ou d'argent sous le verre ; le dessin est exécuté à la pointe sèche et est maintenu par une deuxième couche ou une plaque de verre. Cependant le procédé est fragile, d'une part parce que le support est le verre et d'autre part parce que l'or a tendance à se déliter avec le temps et en raison de la chaleur, qu'elle vienne du chauffage ou des rayons du soleil.

## Histoire
Dans l'Antiquité, les artisans égyptiens savaient déjà souder au feu des feuilles d'or entre deux pellicules de verre.
Lors de la Renaissance, la technique est utilisée dans la décoration des cabinets : des panneaux ornés de rinceaux et d'arabesques sur fond doré habillent les façades des tiroirs. 
Au XVIIe siècle, la technique se perpétue.

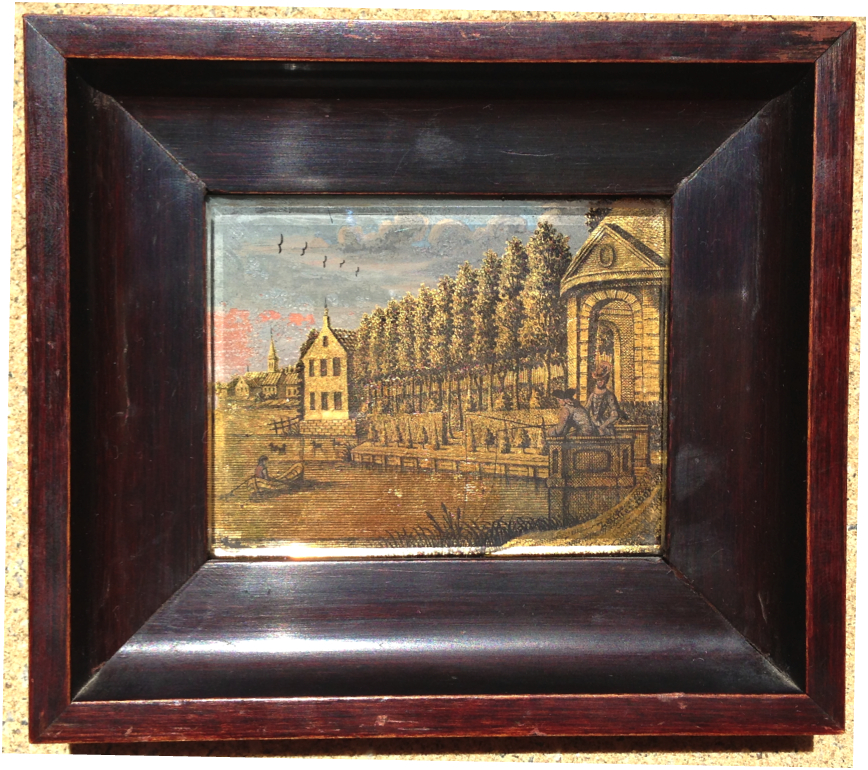
Jonas Zeuner (1727-1814)

Dès le XVIIIe siècle, la technique se répand en Europe sur le couvercle de bibelots, de bonbonnières, tabatières et sur des miroirs. Ce procédé était utilisé en Bohême sous le nom de Zwischengoldglasser. 

En France, c'est Jean-Baptiste Glomy (vers 1711-1786), encadreur parisien des rois Louis XV puis Louis XVI, qui remit ce procédé à la mode. Il utilisa notamment cette technique pour agrémenter l'encadrement de ses gravures en les entourant d'un filet d'or, donnant par la suite son nom au procédé. Il l'appliqua au passe-partout des gravures et connut un tel succès, surtout à partir des années 1780, que le verre églomisé perpétua désormais son nom.

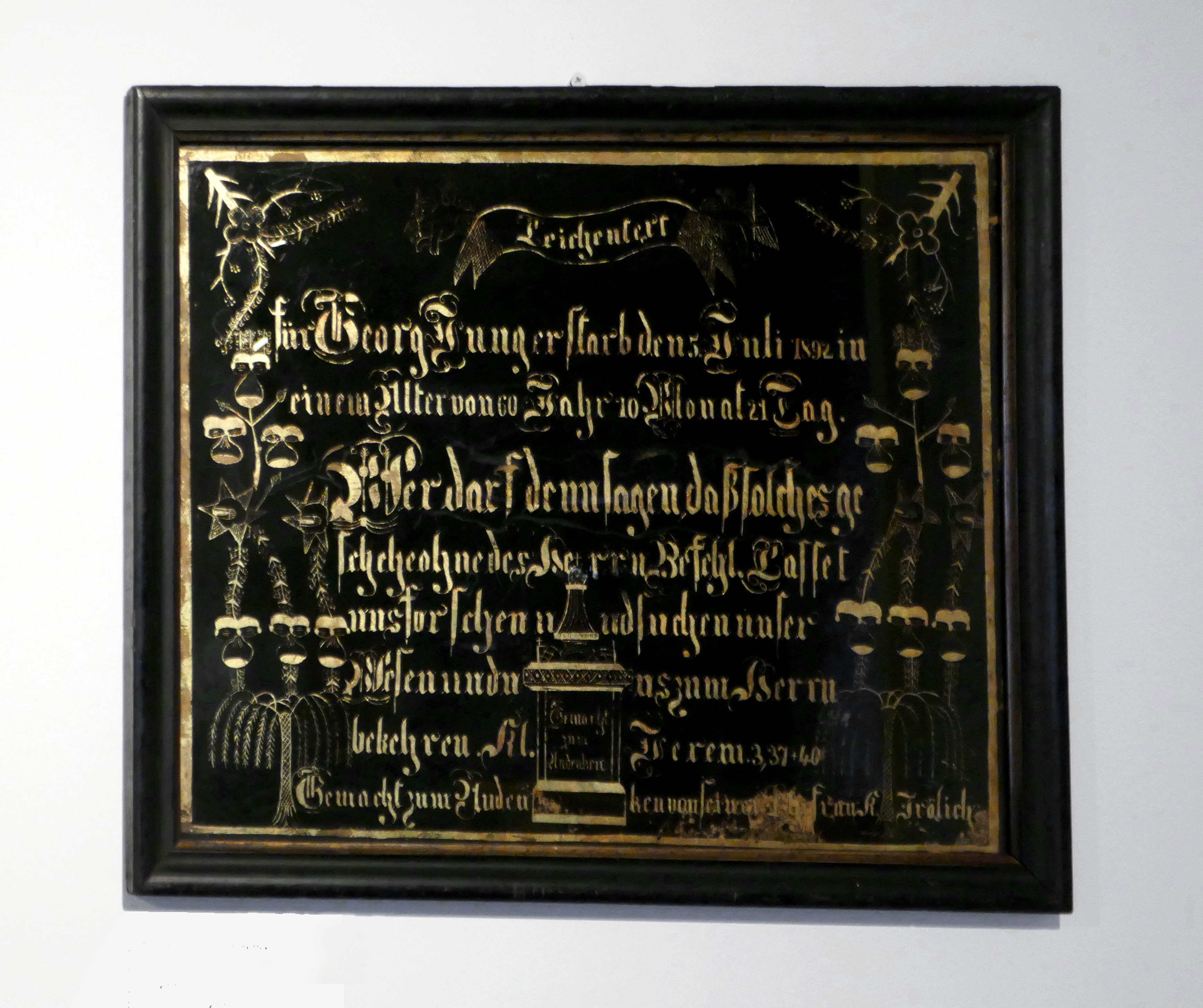
Souvenir mortuaire églomisé (Alsace, fin du XIXe siècle).

Au XIXe siècle, divers décorateurs combinèrent cette dorure avec de la gravure et des peintures toujours sous verre. Ils réalisèrent ainsi des ornements destinés à couvrir le plafond, les murs et la devanture des magasins. De véritables chefs-d'œuvre ont égayé les rues du Paris de la Belle Époque puis de toutes les grandes villes du monde. Ils portent les signatures oubliées d'Anselm, Benoist et fils, Panzani, Raybaud, Thivet, Dailland, Dewever et de bien d'autres. Le procédé a aussi été utilisé sur des médaillons et même des tableaux entiers. Beaucoup de ces témoins ont été sacrifiés à la modernité.
Au début du XXe siècle, le procédé a commencé à être utilisé malgré sa fragilité, pour les enseignes de magasins, composées de lettres dorées sur fond noir. Durant les années 1930, le procédé est repris dans l'ameublement de style Art déco. Un exemple en est visible au musée des Années 1930 de Boulogne-Billancourt. Un des exemples les plus grands et des mieux conservés, réalisé par Robert Pansart en 1955-1956, se trouve toujours dans l'Ancien théâtre municipal de Poitiers.
Un majestueux ensemble de quatre panneaux, réunissant plus de mille plaques en verre églomisé, est conçu par Jean Dupas pour le grand salon de première classe de Normandie, fleuron de la Compagnie Générale Transatlantique. L'ensemble adopte le thème de « L’histoire de la navigation », réalisé par le maitre verrier Charles-François Champigneulle dans ses ateliers de Bar-le-Duc. Profitant de l'exposition médiatique considérable dont jouit le navire, l'ensemble de panneaux en verre églomisé est largement reproduit dans la presse. L'œuvre est considérée comme un des chefs-d’œuvre de l’Art déco français tardif, qualifié de style 1940. Certains de ces éléments sont conservés au Metropolitan Museum of Art de New York et dans certaines collections privées (cf. vente aux enchères en mai 2017 à New York de huit plaques par Sotheby's). Le Musée national de la Marine de Paris et le Musée d'art moderne André-Malraux du Havre conservent des éléments et cartons préparatoires à la conception et fabrication de ces panneaux.
Dans les années 1920, la technique du verre églomisé — également appelée « peinture sous verre », « peinture sur verre inversé » ou « fixé sous verre » —, a attiré l’attention de grands artistes tels que Vassily Kandinsky, Paul Klee, Franz Marc et Gabriele Münter ainsi que d’autres membres du Cavalier bleu (Der blaue Reiter).  
Vers la fin du XXe siècle et le début du XXIe siècle, peu d’artistes exploitent encore cette technique. On peut cependant citer l’artiste irlandaise Yanny Petters, dont des œuvres se trouvent dans la collection de la Shirley Sherwood Gallery, aux jardins botaniques royaux de Kew à Londres et à la Olivier Cornet Gallery à Dublin, Irlande, ou encore la Meilleure ouvrière de France en peinture décorative Delphine Nény.